# 大松萊茨泰因山

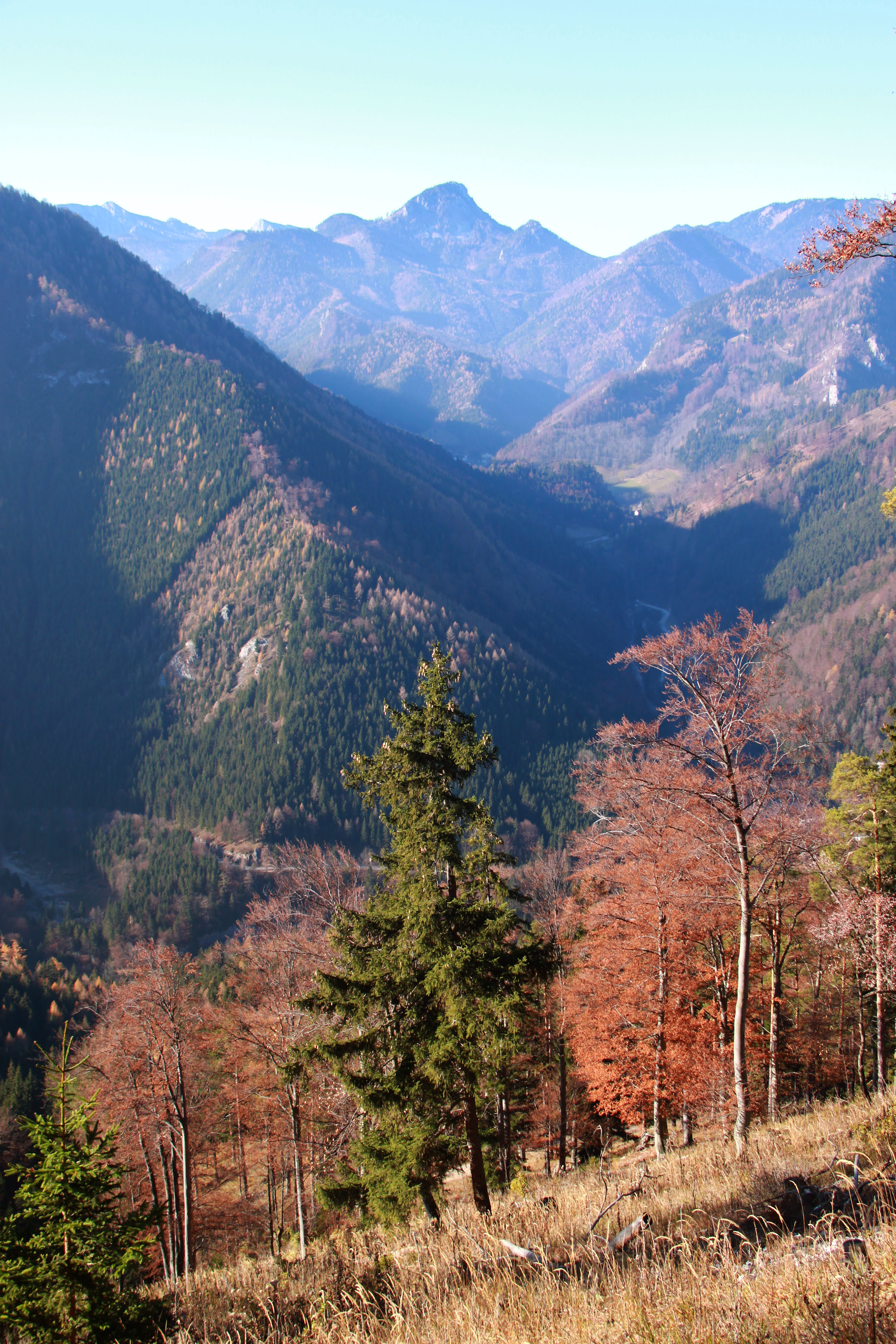

47°45′06″N 15°38′19″E / 47.75164°N 15.63861°E
大松萊茨泰因山（德語：Großer Sonnleitstein），是奧地利的山峰，位於該國東北部，由下奧地利州負責管轄，屬於松萊特施泰因山脈的一部分，距離阿邁斯比希爾山3.6公里，海拔高度1,639米。